# NGC 506
NGC 506 је појединачна звезда у сазвежђу Рибе која се налази на NGC листи објеката дубоког неба.
Деклинација објекта је + 33° 14' 38" а ректасцензија 1h 23m 35,5s. Привидна величина (магнитуда) објекта NGC 506 износи 14,0 а фотографска магнитуда 15,1.